# Gloucester Road (métro de Londres)
Gloucester Road est une station des lignes : Circle line, District line et Piccadilly line du métro de Londres, en zone 1. Elle est située dans le quartier de South Kensington dans le borough royal de Kensington et Chelsea. Son bâtiment est classé Grade II listed building.

## Services aux voyageurs

### Intermodalité
Deux lignes de bus desservent la station, le 49 et le 74.